# Cầu Victoria Falls
Cầu Victoria Falls (ban đầu được gọi là Great Zambesi hoặc Cầu Zambezi, sau này gọi là Cầu Victoria) là một cây cầu bắc qua con sông Zambezi ngay dưới Thác Victoria và được xây dựng trên hẻm núi thứ hai của thác. Con sông này tạo thành biên giới giữa hai nước Zimbabwe và Zambia, cây cầu nối hai quốc gia Zimbabwe và Zambia. 

## Lịch sử
Cây cầu này là ý tưởng của Cecil Rhodes, là một phần của tuyến Đường sắt Cape-Cairo. Nó được thiết kế bởi George Andrew Hobson cùng với nhà tư vấn Douglas Fox và các đối tác khác. Cây cầu được đóng sẵn bởi công ty Cầu & Kỹ thuật Cleveland ở Anh rồi được vận chuyển đến thành phố cảng Beira ở Mozambique do Bồ Đào Nha quản lý và chuyển đến dự án cầu đường sắt bắc qua thác Victoria. Công trình này chỉ mất khoảng 14 tháng để xây dựng và đã hoàn thành vào năm 1905.
Cây cầu đã được chính thức khánh thành bởi Giáo sư George Darwin, con trai của Charles Darwin và Chủ tịch của Hiệp hội Anh vào ngày 12 tháng 09 năm 1905.

Cây cầu này được cấu tạo bằng thép và dài 198 mét với vòm chính dài 156,50 mét, cao 128 mét so với mặt sông. Cây cầu bao gồm cả đường dành cho phương tiện đường bộ, đường đi bộ cũng như đường sắt. Nó cũng là cây cầu duy nhất nối đường sắt từ Zimbabwe với Zambia và là một trong ba tuyến đường bộ nối liền hai nước trên. Trong hơn 50 năm, cây cầu được các đoàn tàu khách đi qua thường xuyên như một phần của tuyến đường chính giữa Bắc Rhodesia, Cộng hòa Nam Phi và Châu Âu lúc bấy giờ. Các chuyến tàu hàng chủ yếu là chở quặng đồng (sau này là đồng thỏi) và gỗ ra khỏi Bắc Rhodesia, và than đá vào nước này. Tuổi đời của cây cầu và các vấn đề bảo trì đã khiến giao thông đôi khi bị bất lợi. Các đoàn tàu chạy qua với tốc độ chậm hơn tốc độ đi bộ và xe tải bị giới hạn ở 30 tấn, do đó xe tải nặng hơn cần phải chuyển hướng dài qua Phà Kazungula hoặc Cầu Chirundu. Giới hạn được nâng lên sau một lần sửa cầu vào năm 2006, nhưng hiện nay đã có một số đề xuất cải tạo lại cầu hoặc xây dựng một cây cầu mới đã được đưa ra.

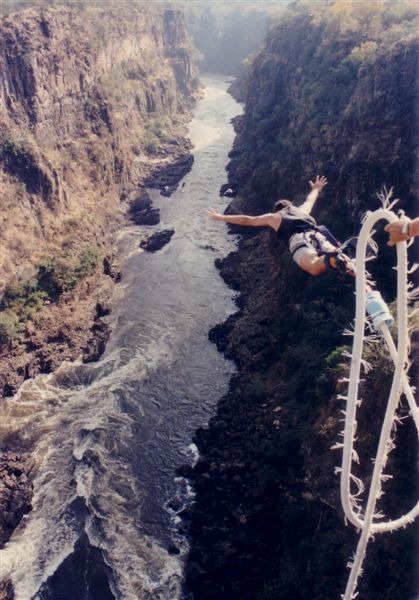
Nhảy bungee ở cây cầu Victoria Falls

## Du lịch
Ngày nay, một trong những điểm thu hút chính của Cầu Victoria Falls là các tour tham quan giới thiệu lịch sử về việc xây dựng cây cầu và bao gồm chuyến tham quan đi bộ. Ở phía Zambia có một bảo tàng đường sắt nhỏ được vào cửa miễn phí và có một quán nước gần đó. Nổi tiếng không kém đó là trò nhảy bungee 111 mét.
Vào cuối năm 2011, một sự việc đáng tiếc đã xảy ra sau khi dây bungee bị đứt và một phụ nữ trẻ người Úc rơi xuống dòng sông chảy xiết ở dưới cây cầu này.